# Ikawa
Ikawa (井川町?) è una cittadina giapponese della prefettura di Akita.